# Marlon Stöckinger
Marlon Alexander Stöckinger (ur. 4 kwietnia 1991 roku w Manili) – filipiński kierowca wyścigowy.

## Życiorys

### Formuła BMW
Marlon karierę rozpoczął w 2001 roku od startów w kartingu. W 2008 roku zadebiutował w serii wyścigów samochodów jednomiejscowych – Formuły BMW Pacyfiku. Zdobyte punkty sklasyfikowały go na 8. miejscu. Filipińczyk wystartował także w trzech rundach europejskiego cyklu, jednakże w żadnym z wyścigu nie zdobył punktów.

### Formuła Renault
W latach 2009–2010 Stöckinger brał udział w Brytyjskiej Formule Renault, w której reprezentował zespół Hitech Junior (później Atech GP). W pierwszym sezonie ani razu nie znalazł się w czołowej dziesiątce, ostatecznie plasując się na 25. pozycji. W drugim z kolei zanotował wyraźny progres, trzykrotnie stając na podium. Jedyne zwycięstwo odniósł na torze Croft Circuit, po uprzednim zdobyciu pole position. Z pierwszej pozycji startował również na Silverstone, jednak wyścig zakończył na piątej lokacie. Ostatecznie zmagania zakończył na 8. miejscu.

### Seria GP3
Na sezon 2011 Marlon ponownie nawiązał współpracę z brytyjskim Atech CRS GP, tym razem jednak w Serii GP3. Filipińczyk w żadnym z wyścigów nie zdobył punktów, będąc najwyżej sklasyfikowanym podczas niedzielnej rywalizacji na belgijskim torze Spa-Francorchamps, gdzie zajął dwunastą lokatę.
W sezonie 2012 nawiązał współpracę z ekipą Status Grand Prix. Sezon rozpoczął od drugiego miejsca na hiszpańskim torze Circuit de Catalunya. W kolejnej rundzie na ulicznym obiekcie w Monte Carlo (podczas sprintu) odniósł pierwsze zwycięstwo z najszybszym okrążeniem wyścigu. W dalszej części sezonu odnotował jednak wyraźny spadek formy. Punktował tylko trzykrotnie, najlepszą lokatę zajmując w ostatnim starcie sezonu na włoskim torze Autodromo Nazionale di Monza, gdzie był czwarty. Rywalizację zakończył na 10. pozycji z dorobkiem 55 punktów.

### Formuła Renault 3.5
Na sezon 2013 podpisał kontrakt z sezonem Lotus. W ciągu siedemnastu wyścigów sześciokrotnie sięgał po punkty, najlepszy wynik odnotowując na torze Red Bull Ring oraz Hungaroring, gdzie był siódmy. Zdobyte przez niego dwadzieścia trzy punkty uplasowały go na 18. pozycji.
W sezonie 2014 zaliczył progres wyników. Ośmiokrotnie punktował, w tym dwukrotnie stawał na podium - był drugi na włoskim torze Autodromo Nazionale di Monza oraz niemieckim Nürburgringu. Uzbierał łącznie 73 punkty, dzięki którym zmagania zakończył na 9. miejscu.
W roku 2015 powrócił do serii podczas piątej rundy na austriackim torze Red Bull Ring i to ponownie do Lotusa, w którym zastąpił Holendra Meinderta van Buurena. Pierwszego startu nie ukończył, natomiast w drugim był szósty. W związku z udziałem w serii GP2 opuścił eliminację na brytyjskim obiekcie Silverstone. Jako że pozostałe wyścigi nie kolidowały z udziałem w konkurencyjnym serialu, Filipińczyk ponownie reprezentował barwy czeskiego teamu. We wszystkich sześciu wyścigach dojechał do mety, jednak tylko w jednym na punktowanej pozycji – w niedzielnej rywalizacji na niemieckim torze Nürburgring był siódmy. Dorobek siedemnastu punktów sklasyfikował go na 17. lokacie.

## Wyniki

### GP2
| Legenda oznaczeń w tabelach wyników Wyświetl szablon na nowej stronie | Legenda oznaczeń w tabelach wyników Wyświetl szablon na nowej stronie                                                                     |
| Oznaczenie                                                            | Wyjaśnienie |
| --------------------------------------------------------------------- | --- |
| Złoty                                                                 | Zwycięzca lub mistrzostwo |
| Srebrny                                                               | 2. miejsce lub wicemistrzostwo |
| Brązowy                                                               | 3. miejsce lub II wicemistrzostwo |
| Zielony                                                               | Ukończył, punktował (w klasyfikacji generalnej, gdy zdobył co najmniej jeden punkt na przestrzeni sezonu, poza trzema powyższymi opcjami) |
| Niebieski                                                             | Ukończył, nie punktował (w klasyfikacji generalnej, gdy nie zdobył co najmniej jednego punktu na przestrzeni sezonu)                      |
| Czerwony                                                              | Nie zakwalifikował się (NZ) |
| Czerwony                                                              | Nie prekwalifikował się (NPK) |
| Różowy                                                                | Nie ukończył (NU) |
| Różowy                                                                | Niesklasyfikowany (NS) (w klasyfikacji generalnej, gdy nie został sklasyfikowany w żadnym wyścigu sezonu)                                 |
| Czarny                                                                | Zdyskwalifikowany (DK) |
| Czarny                                                                | Wykluczony (WYK/EX) |
| Biały                                                                 | Nie wystartował (NW) |
| Biały                                                                 | Kontuzjowany (K/INJ) |
| Biały                                                                 | Wyścig odwołany (OD/C) |
| Bez koloru                                                            | Został wycofany (WYC/WD) |
| Bez koloru                                                            | Nie przybył (NP/DNA) |
| Bez koloru                                                            | Nie brał udziału w treningach (NT/DNP) |
| Bez koloru                                                            | Nie został zgłoszony (–) |
| Pogrubienie                                                           | Start z pole position |
| Kursywa                                                               | Najszybsze okrążenie wyścigu |
| †                                                                     | Nie ukończył, ale jego rezultat został zaliczony ze względu na przejechanie więcej niż 90% dystansu wyścigu.                              |
| *                                                                     | Sezon w trakcie |
| 1/2/3                                                                 | Punktowana pozycja w sprincie kwalifikacyjnym                                                                                             |
| Lista systemów punktacji Formuły 1                                    | |

| Rok  | Zespół            | Wyniki w poszczególnych eliminacjach | Wyniki w poszczególnych eliminacjach | Wyniki w poszczególnych eliminacjach | Wyniki w poszczególnych eliminacjach | Wyniki w poszczególnych eliminacjach | Wyniki w poszczególnych eliminacjach | Wyniki w poszczególnych eliminacjach | Wyniki w poszczególnych eliminacjach | Wyniki w poszczególnych eliminacjach | Wyniki w poszczególnych eliminacjach | Wyniki w poszczególnych eliminacjach | Wyniki w poszczególnych eliminacjach | Wyniki w poszczególnych eliminacjach | Wyniki w poszczególnych eliminacjach | Wyniki w poszczególnych eliminacjach | Wyniki w poszczególnych eliminacjach | Wyniki w poszczególnych eliminacjach | Wyniki w poszczególnych eliminacjach | Wyniki w poszczególnych eliminacjach | Wyniki w poszczególnych eliminacjach | Wyniki w poszczególnych eliminacjach | Punkty | Pozycja |
| ---- | ----------------- | ------------------------------------ | ------------------------------------ | ------------------------------------ | ------------------------------------ | ------------------------------------ | ------------------------------------ | ------------------------------------ | ------------------------------------ | ------------------------------------ | ------------------------------------ | ------------------------------------ | ------------------------------------ | ------------------------------------ | ------------------------------------ | ------------------------------------ | ------------------------------------ | ------------------------------------ | ------------------------------------ | ------------------------------------ | ------------------------------------ | ------------------------------------ | ------ | ------- |
| 2015 | Status Grand Prix | BHR                                  | BHR                                  | ESP                                  | ESP                                  | MON                                  | MON                                  | AUT                                  | AUT                                  | GBR                                  | GBR                                  | HUN                                  | HUN                                  | BEL                                  | BEL                                  | ITA                                  | ITA                                  | RUS                                  | RUS                                  | BHR                                  | BHR                                  | ARE                                  | 0      | 26      |
| 2015 | Status Grand Prix | 11                                   | 19                                   | NU                                   | 20                                   | 19                                   | 18                                   | 19                                   | 19                                   | 19                                   | 22                                   | 19                                   | 23                                   | 17                                   | 19                                   | NU                                   | 19                                   | NU                                   | NU                                   | 13                                   | 19                                   | 18                                   | 0      | 26      |

### GP3
| Legenda oznaczeń w tabelach wyników Wyświetl szablon na nowej stronie | Legenda oznaczeń w tabelach wyników Wyświetl szablon na nowej stronie                                                                     |
| Oznaczenie                                                            | Wyjaśnienie |
| --------------------------------------------------------------------- | --- |
| Złoty                                                                 | Zwycięzca lub mistrzostwo |
| Srebrny                                                               | 2. miejsce lub wicemistrzostwo |
| Brązowy                                                               | 3. miejsce lub II wicemistrzostwo |
| Zielony                                                               | Ukończył, punktował (w klasyfikacji generalnej, gdy zdobył co najmniej jeden punkt na przestrzeni sezonu, poza trzema powyższymi opcjami) |
| Niebieski                                                             | Ukończył, nie punktował (w klasyfikacji generalnej, gdy nie zdobył co najmniej jednego punktu na przestrzeni sezonu)                      |
| Czerwony                                                              | Nie zakwalifikował się (NZ) |
| Czerwony                                                              | Nie prekwalifikował się (NPK) |
| Różowy                                                                | Nie ukończył (NU) |
| Różowy                                                                | Niesklasyfikowany (NS) (w klasyfikacji generalnej, gdy nie został sklasyfikowany w żadnym wyścigu sezonu)                                 |
| Czarny                                                                | Zdyskwalifikowany (DK) |
| Czarny                                                                | Wykluczony (WYK/EX) |
| Biały                                                                 | Nie wystartował (NW) |
| Biały                                                                 | Kontuzjowany (K/INJ) |
| Biały                                                                 | Wyścig odwołany (OD/C) |
| Bez koloru                                                            | Został wycofany (WYC/WD) |
| Bez koloru                                                            | Nie przybył (NP/DNA) |
| Bez koloru                                                            | Nie brał udziału w treningach (NT/DNP) |
| Bez koloru                                                            | Nie został zgłoszony (–) |
| Pogrubienie                                                           | Start z pole position |
| Kursywa                                                               | Najszybsze okrążenie wyścigu |
| †                                                                     | Nie ukończył, ale jego rezultat został zaliczony ze względu na przejechanie więcej niż 90% dystansu wyścigu.                              |
| *                                                                     | Sezon w trakcie |
| 1/2/3                                                                 | Punktowana pozycja w sprincie kwalifikacyjnym                                                                                             |
| Lista systemów punktacji Formuły 1                                    | |

| Rok  | Zespół               | Wyniki w poszczególnych eliminacjach | Wyniki w poszczególnych eliminacjach | Wyniki w poszczególnych eliminacjach | Wyniki w poszczególnych eliminacjach | Wyniki w poszczególnych eliminacjach | Wyniki w poszczególnych eliminacjach | Wyniki w poszczególnych eliminacjach | Wyniki w poszczególnych eliminacjach | Wyniki w poszczególnych eliminacjach | Wyniki w poszczególnych eliminacjach | Wyniki w poszczególnych eliminacjach | Wyniki w poszczególnych eliminacjach | Wyniki w poszczególnych eliminacjach | Wyniki w poszczególnych eliminacjach | Wyniki w poszczególnych eliminacjach | Wyniki w poszczególnych eliminacjach | Punkty | Pozycja |
| ---- | -------------------- | ------------------------------------ | ------------------------------------ | ------------------------------------ | ------------------------------------ | ------------------------------------ | ------------------------------------ | ------------------------------------ | ------------------------------------ | ------------------------------------ | ------------------------------------ | ------------------------------------ | ------------------------------------ | ------------------------------------ | ------------------------------------ | ------------------------------------ | ------------------------------------ | ------ | ------- |
| 2011 | Atech CRS Grand Prix | TUR                                  | TUR                                  | ESP                                  | ESP                                  | VAL                                  | VAL                                  | GBR                                  | GBR                                  | DEU                                  | DEU                                  | HUN                                  | HUN                                  | BEL                                  | BEL                                  | ITA                                  | ITA                                  | 0      | 29      |
| 2011 | Atech CRS Grand Prix | NU                                   | 23                                   | 26                                   | NU                                   | 14                                   | 16                                   | 16                                   | NU                                   | NU                                   | NW                                   | 12                                   | 17                                   | NU                                   | 10                                   | 19                                   | 13                                   | 0      | 29      |
| 2012 | Status Grand Prix    | ESP                                  | ESP                                  | MON                                  | MON                                  | VAL                                  | VAL                                  | GBR                                  | GBR                                  | DEU                                  | DEU                                  | HUN                                  | HUN                                  | BEL                                  | BEL                                  | ITA                                  | ITA                                  | 55     | 10      |
| 2012 | Status Grand Prix    | 2                                    | 19                                   | 8                                    | 1                                    | 19                                   | 11                                   | 16                                   | NU                                   | 16                                   | 11                                   | 9                                    | 13                                   | 14                                   | 15                                   | 7                                    | 4                                    | 55     | 10      |

### Formuła Renault 3.5
| Legenda oznaczeń w tabelach wyników Wyświetl szablon na nowej stronie | Legenda oznaczeń w tabelach wyników Wyświetl szablon na nowej stronie                                                                     |
| Oznaczenie                                                            | Wyjaśnienie |
| --------------------------------------------------------------------- | --- |
| Złoty                                                                 | Zwycięzca lub mistrzostwo |
| Srebrny                                                               | 2. miejsce lub wicemistrzostwo |
| Brązowy                                                               | 3. miejsce lub II wicemistrzostwo |
| Zielony                                                               | Ukończył, punktował (w klasyfikacji generalnej, gdy zdobył co najmniej jeden punkt na przestrzeni sezonu, poza trzema powyższymi opcjami) |
| Niebieski                                                             | Ukończył, nie punktował (w klasyfikacji generalnej, gdy nie zdobył co najmniej jednego punktu na przestrzeni sezonu)                      |
| Czerwony                                                              | Nie zakwalifikował się (NZ) |
| Czerwony                                                              | Nie prekwalifikował się (NPK) |
| Różowy                                                                | Nie ukończył (NU) |
| Różowy                                                                | Niesklasyfikowany (NS) (w klasyfikacji generalnej, gdy nie został sklasyfikowany w żadnym wyścigu sezonu)                                 |
| Czarny                                                                | Zdyskwalifikowany (DK) |
| Czarny                                                                | Wykluczony (WYK/EX) |
| Biały                                                                 | Nie wystartował (NW) |
| Biały                                                                 | Kontuzjowany (K/INJ) |
| Biały                                                                 | Wyścig odwołany (OD/C) |
| Bez koloru                                                            | Został wycofany (WYC/WD) |
| Bez koloru                                                            | Nie przybył (NP/DNA) |
| Bez koloru                                                            | Nie brał udziału w treningach (NT/DNP) |
| Bez koloru                                                            | Nie został zgłoszony (–) |
| Pogrubienie                                                           | Start z pole position |
| Kursywa                                                               | Najszybsze okrążenie wyścigu |
| †                                                                     | Nie ukończył, ale jego rezultat został zaliczony ze względu na przejechanie więcej niż 90% dystansu wyścigu.                              |
| *                                                                     | Sezon w trakcie |
| 1/2/3                                                                 | Punktowana pozycja w sprincie kwalifikacyjnym                                                                                             |
| Lista systemów punktacji Formuły 1                                    | |

| Rok  | Zespół | Wyniki w poszczególnych eliminacjach | Wyniki w poszczególnych eliminacjach | Wyniki w poszczególnych eliminacjach | Wyniki w poszczególnych eliminacjach | Wyniki w poszczególnych eliminacjach | Wyniki w poszczególnych eliminacjach | Wyniki w poszczególnych eliminacjach | Wyniki w poszczególnych eliminacjach | Wyniki w poszczególnych eliminacjach | Wyniki w poszczególnych eliminacjach | Wyniki w poszczególnych eliminacjach | Wyniki w poszczególnych eliminacjach | Wyniki w poszczególnych eliminacjach | Wyniki w poszczególnych eliminacjach | Wyniki w poszczególnych eliminacjach | Wyniki w poszczególnych eliminacjach | Wyniki w poszczególnych eliminacjach | Punkty | Pozycja |
| ---- | ------ | ------------------------------------ | ------------------------------------ | ------------------------------------ | ------------------------------------ | ------------------------------------ | ------------------------------------ | ------------------------------------ | ------------------------------------ | ------------------------------------ | ------------------------------------ | ------------------------------------ | ------------------------------------ | ------------------------------------ | ------------------------------------ | ------------------------------------ | ------------------------------------ | ------------------------------------ | ------ | ------- |
| 2013 | Lotus  | ITA                                  | ITA                                  | ARA                                  | ARA                                  | MON                                  | BEL                                  | BEL                                  | RUS                                  | RUS                                  | AUT                                  | AUT                                  | HUN                                  | HUN                                  | FRA                                  | FRA                                  | CAT                                  | CAT                                  | 23     | 18      |
| 2013 | Lotus  | 14                                   | 12                                   | 19                                   | NU                                   | NU                                   | 20                                   | 17                                   | 8                                    | 12                                   | 8                                    | 7                                    | 13                                   | 7                                    | 15                                   | 10                                   | NU                                   | 9                                    | 23     | 18      |
| 2014 | Lotus  | ITA                                  | ITA                                  | ARA                                  | ARA                                  | MON                                  | BEL                                  | BEL                                  | RUS                                  | RUS                                  | DEU                                  | DEU                                  | HUN                                  | HUN                                  | FRA                                  | FRA                                  | JER                                  | JER                                  | 73     | 9       |
| 2014 | Lotus  | 14                                   | 2                                    | 4                                    | NU                                   | 11                                   | 9                                    | 11                                   | 7                                    | 11                                   | 5                                    | 3                                    | 15                                   | 14                                   | 6                                    | 13                                   | NU                                   | 9                                    | 73     | 9       |
| 2015 | Lotus  | ARA                                  | ARA                                  | MON                                  | BEL                                  | BEL                                  | HUN                                  | HUN                                  | AUT                                  | AUT                                  | UK                                   | UK                                   | DEU                                  | DEU                                  | FRA                                  | FRA                                  | JER                                  | JER                                  | 14     | 17      |
| 2015 | Lotus  | -                                    | -                                    | -                                    | -                                    | -                                    | -                                    | -                                    | NU                                   | 6                                    | -                                    | -                                    | 11                                   | 7                                    | 15                                   | 11                                   | 17                                   | 14                                   | 14     | 17      |

### Podsumowanie
| Sezon | Seria                                     | Zespół               | Wyścigi | Zwycięstwa | PP | NO | Podium | Punkty | Pozycja |
| ----- | ----------------------------------------- | -------------------- | ------- | ---------- | -- | -- | ------ | ------ | ------- |
| 2008  | Europejska Formuła BMW                    | EuroInternational    | 6       | 0          | 0  | 0  | 0      | 0      | NS†     |
| 2009  | Brytyjska Formuła Renault (edycja zimowa) | Hitech Junior Team   | 4       | 0          | 0  | 0  | 0      | 81     | 5       |
| 2009  | Brytyjska Formuła Renault                 | Hitech Junior Team   | 20      | 0          | 0  | 0  | 0      | 56     | 25      |
| 2010  | Brytyjska Formuła Renault                 | Atech GP             | 19      | 1          | 2  | 0  | 3      | 273    | 8       |
| 2011  | Seria GP3                                 | Atech CRS Grand Prix | 15      | 0          | 0  | 0  | 0      | 0      | 29      |
| 2011  | Seria GP3                                 | Status Grand Prix    | 16      | 1          | 0  | 1  | 2      | 55     | 10      |
| 2013  | Formuła Renault 3.5                       | Lotus                | 17      | 0          | 0  | 0  | 0      | 23     | 18      |
| 2014  | Formuła Renault 3.5                       | Lotus                | 17      | 0          | 0  | 0  | 2      | 73     | 9       |